# Futbol'ny Klub Tarpeda-MAZ Minsk
El Futbol'ny Klub Tarpeda-MAZ Minsk és un club de futbol belarús de la ciutat de Minsk.

## Història
Durant l'època soviètica el club disputà el campionat de l'RSS de Belarús, que vencé els anys 1947, 1962, 1966, 1967 i 1969. A partir de la independència del país jugà la Lliga belarussa de futbol des de 1992. La millor època la va viure a la dècada de 2000, en la qual finalitzà en quarta posició dos campionats consecutius (2002, 2003) i fou finalista de Copa el 2000.
L'any 2005 el Torpedo-SKA va perdre el suport del seu principal patrocinador i en no poder pagar la quota d'entrada a la màxima categoria fou descendit a la tercera (segona divisió). Guanyà la lliga aquest mateix any assolint l'ascens però, no obstant, el club fou desmantellat. El seu estadi fou ocupat per un nou club anomenat FC Minsk (que havia estat creat a partir de les restes d'un altre club, el FC Smena Minsk). L'any 2007 el club fou fundat novament amb el nom Torpedo-MAZ començant a competir al campionat de Minsk (quarta categoria). El 2009 disputà la promoció d'ascens a Segona Divisió però no assolí l'ascens.

### Evolució del nom
- 1947: Torpedo
- 1999: Tarpeda-MAZ
- 2003: Tarpeda-SKA
- 2005: desaparegut
- 2007: Tarpeda-MAZ

## Palmarès
- Campionat de l'RSS de Belarús (5):
  - 1947, 1962, 1966, 1967, 1969